# 시오미바시역
시오미바시역(일본어: 汐見橋駅, しおみばしえき)은 일본 오사카부 오사카시 나니와구에 있는 난카이 전기철도 고야 선(시오미바시 선)의 역이다. 역 번호는 NK06-5이다. 난카이 전철에서는 가장 북쪽에 위치하는 역이다.

## 역 구조
고야 선의 기점역으로, 두단식(섬식) 승강장 1면 2선의 지상역이다. 승강장은 2번 선까지 있지만 대부분의 열차는 1번 선에 발착한다. 과거에는 화물 전용 야드도 병설되었다.
고야 선의 기점이며, 1985년 오사카 시의 도시 입체교차 사업 이전에는 기시노사토 역(현, 기시노사토다마데 역) 이남과 직통했기 때문에 본 역에서 고야 선 본선과 일부 구간 운행 열차가 존재했었으나 입체교차 사업의 실시 이후에는 선로가 분단되었기 때문에 직접 고야 선 본선으로 가는 것이 불가능해진 이후 고야 선 본선은 난바 역에서 기시노사토다마데 역까지 난카이 본선을 경유하여 고쿠라쿠바시 역까지 환승해야 한다. 이 때문에, 본 역부터 기시노사토다마데 역 구간의 운행 열차만 운행되어 사실상은 지선이다.
역사는 승강장의 가장자리에 접한다. 자동 개찰기는 있지만, 자동 정산기는 없기 때문에 정산이 필요한 때는 역무원에게 말해야 한다. 역사 내에는 쇼와 30년대 당시의 "난카이 연선 관광 안내도"가 최근까지 현존했던 등 도처에 터미널의 흔적이 보인다. 이 안내도에는 "이 안내도는 쇼와 30년대의 것입니다.(현재의 연선 안내에 대해서는 계원에게 말씀합니다.)"라는 표기가 있었다. 퇴화가 진행되고 일부가 퇴색한 관계로, 난카이 전철은 2016년 3월 1일에 안내도를 철거, 폐기한 것으로 알려졌으나 이후 2016년 10월 29일에 개최된 "난카이 전철 축제"에서 작게 나누어 판매되던 것으로 알려졌다. 그 외, 대합실 중앙에 있는 매표구도 남아 있지만 현재는 봉쇄되어 있다. 역명판도 역 번호를 씰로 추가하였고 구래 손으로 적힌 스타일이 오랫동안 남아 있었지만 2016년 7월 기준으로, 역 번호들에서 중국어와 한국어 병기 현행 디자인으로 갱신되었다(라인 컬러는 고야 선의 녹색).
화장실은 개찰 내에 있는 남녀 공용의 수세식 변기가 설치되어 있다.
1993년 4월 18일부터 1995년 8월 24일까지는 기시노사토다마데 역의 고야 선 측 고가화 공사로 인하여 레일이 어느 노선과도 접속하지 않았다. 그래서, 거의 사용되지 않는 2번 선에 당시
폐선이 된 덴노지 지선의 덴노지역에 있던 검수용 설비를 그대로 이전하고, 펜스로 덮여 승객이 전경을 바라보지 못하게 하고 있었지만, 개찰구 부근에 서면 검수용 차고에 머무른 차량을 바라볼 수 있었다.

### 승강장
| 1 | 고야 선(시오미바시 선) | 기시노사토다마데 방면 | (통상은 이 플랫폼에서) |
| 2 | 고야 선(시오미바시 선) | 기시노사토다마데 방면 | (극히 일부만)          |

## 역 주변
역전의 시오미바시 교차점에서 신나니와도리와 센니치마에도리가 교차한다. 역을 나와서 오른쪽 방향(동쪽)으로 향하면 오사카 시영 지하철 센니치마에 선의 사쿠라가와역이 있다.
- 한신 전기철도 한신 난바 선 사쿠라가와 역 - 역의 동쪽에 1번 출입구가 있고 에스컬레이터와 엘리베이터가 설치되었다. 또한, 시오미바시 교차점 사방으로 출입구가 있다. 지하철 사쿠라가와 역은 한신 난바 선의 역 통로를 지나갈 수 있다. 두 역 상호 간의 왕래에 내포하여 신나니와도리를 횡단하는 번거로움은 간신히 미봉된 것이다. 이전 시오미바시 교차점에 설치된 횡단 보도교는 한신 전기철도 한신 난바 선 건설 공사 시작 때 철거되었으며 한신 역은 계획 단계에서의 가칭이 "시오미바시"였다. 한신 난바 선과 오사카 시영 지하철 센니치마에 선의 모두와 연결 운수는 갖지는 않았다.
- 한신 고속 15호 사카이 선
- 나니와 사쿠라가와 우체국
- 오토 백스 나니와점
- 스마일 호텔 난바(옛, 퀄리티 원 난바)
- 로열 호스트 사쿠라가와점
- 오사카 시티 신용 금고 사쿠라가와 지점
- 다이마루 시오미바시 별관(옛, 다카시마야 시오미바시 별관)
- 사쿠라가와 쇼핑 센터(사쿠라가와 시장・사쿠라가와 플라자)
- 교세라 돔 오사카 - 본 역 서쪽 또는 한신 난바 선의 돔마에 역 하차.
- 도톤보리 강 (니시도톤보리 강) - 역명의 유래가 된 시오미바시가 놓여져 신나니와도리(오사카 부도 29호선)가 지나고 있다. 현재의 다리는 1964년에 교환되었는데 개통 시에는 "도톤보리 역"이라고 칭했지만 에도 시대부터 이미 도톤보리하면 시마노우치의 대안인 번화가를 가리키는 것이 일반적이었던 것도 있어 이듬해에는 시오미바시 역으로 역명 변경하고 본 역과 도톤보리 강 사이에는 사쿠라 강도 흐르고 있었다.

## 역사
- 1900년 9월 3일: 고야 철도가 오쇼지 역(현, 사카이히가시 역)에서 연장되었을 때의 종착역인 도톤보리역으로 영업 개시.
- 1901년 1월 1일: 시오미바시역으로 역명 변경.
- 1907년 11월 15일: 회사 합병에 의하여 고야 등산 철도 역이 됨.
- 1915년 4월 30일: 회사명 변경에 의하여 오사카 고야철도 역이 됨.
- 1922년 9월 6일: 회사 합병으로 난카이 철도 역이 됨.
- 1944년 6월 1일: 회사 합병으로 긴키 닛폰 철도의 역이 됨.
- 1945년 3월 17일: 공습 피해를 입음.
- 1947년 6월 1일: 노선 양도로 인하여 난카이 전기철도의 역이 됨.
- 1949년 6월: 전재 복구 공사 준공.
- 1956년 11월 16일: 역사 개축 완성.

## 사진

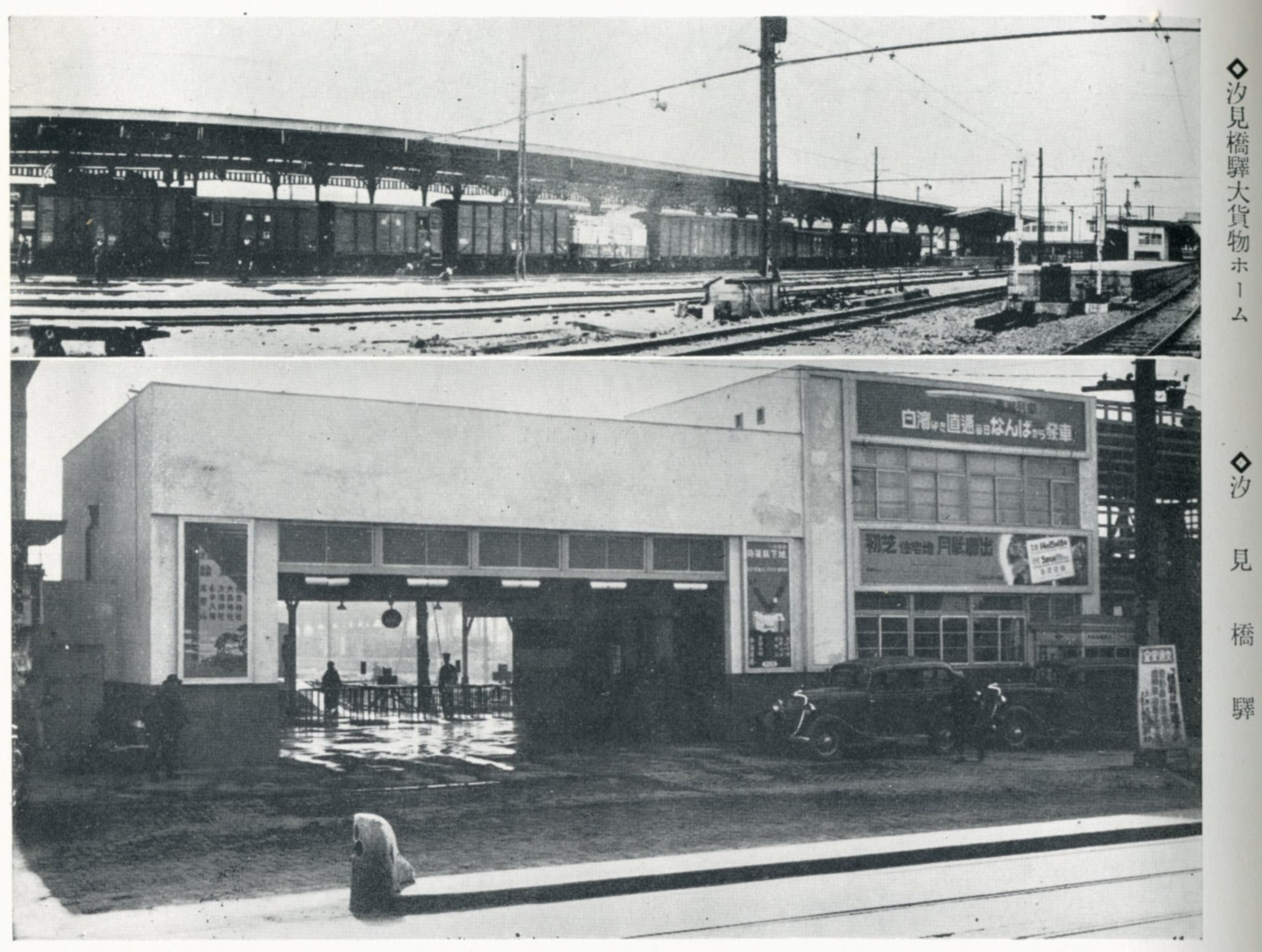
쇼와 시대 시절의 역사
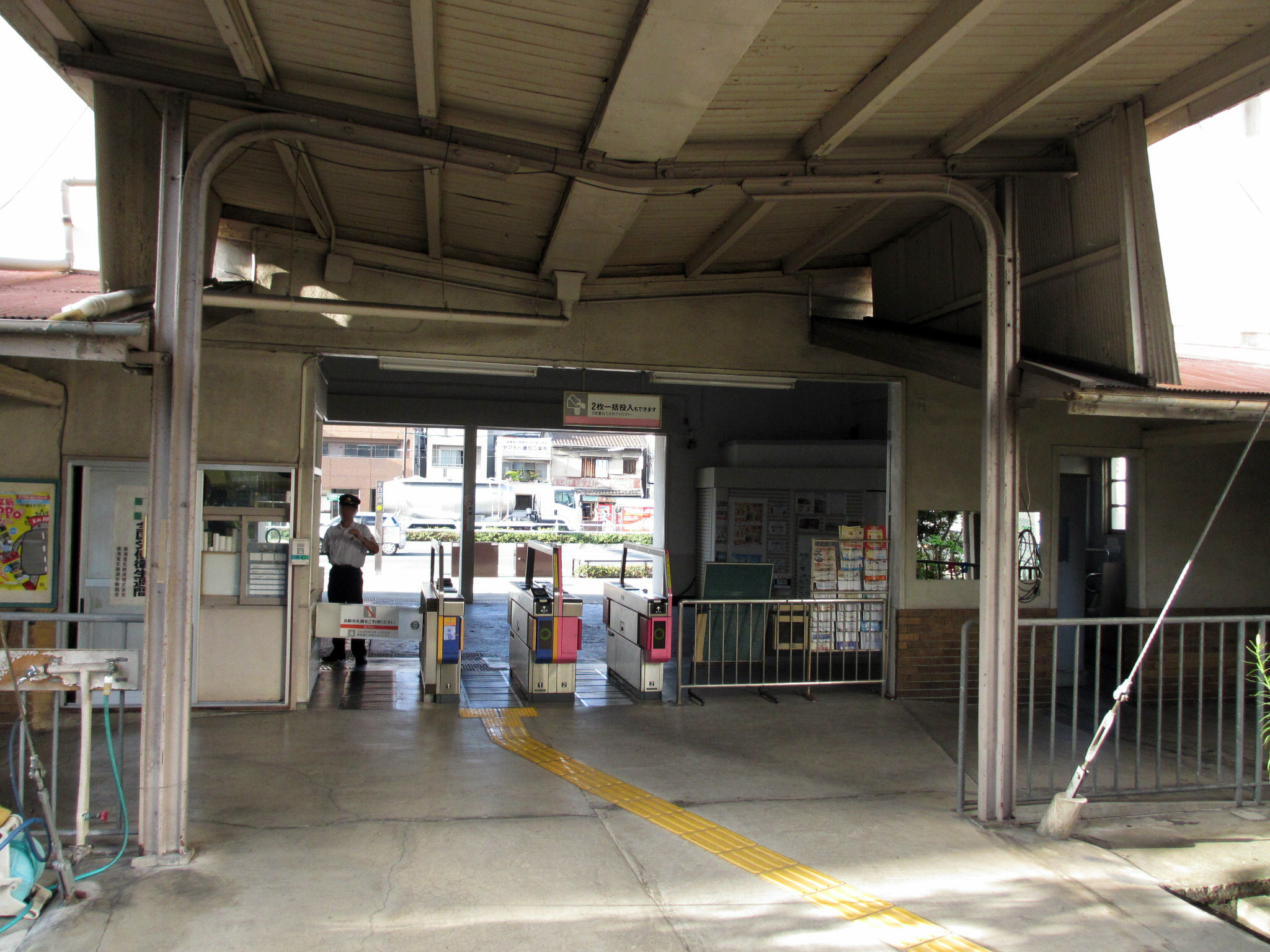
개찰구
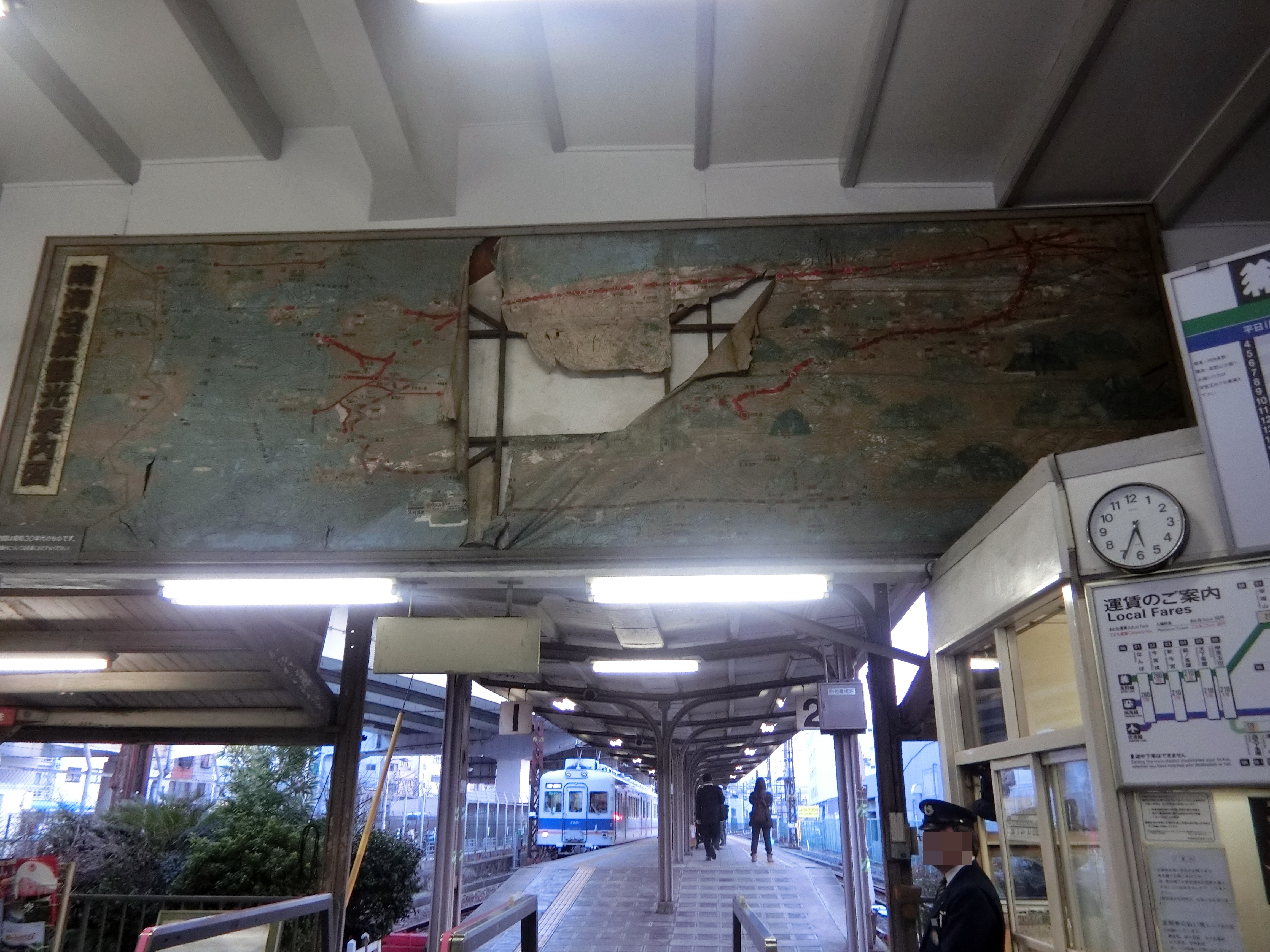
대합실에 붙여진 옛 고야 선 노선도
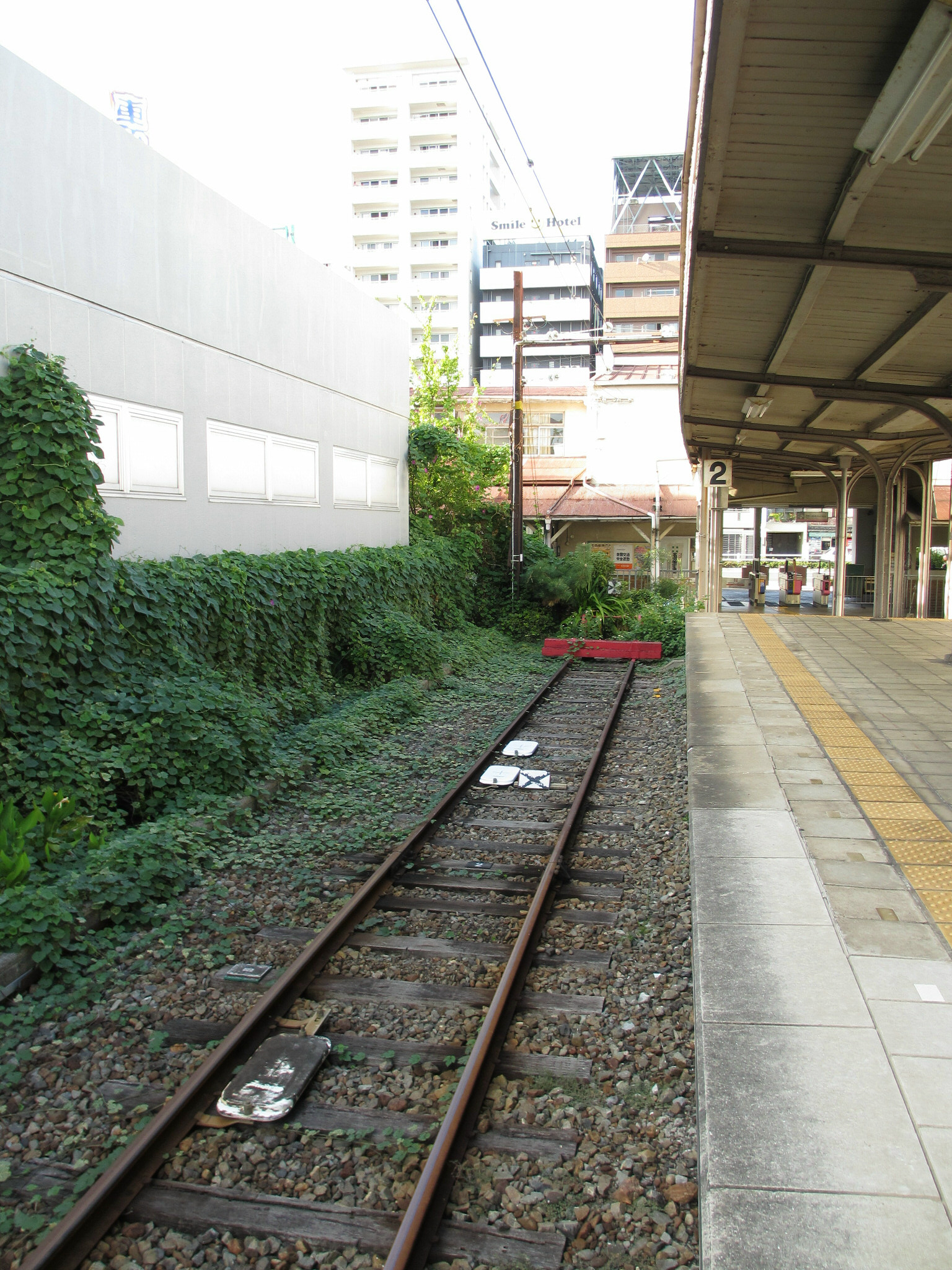
차막이 부분
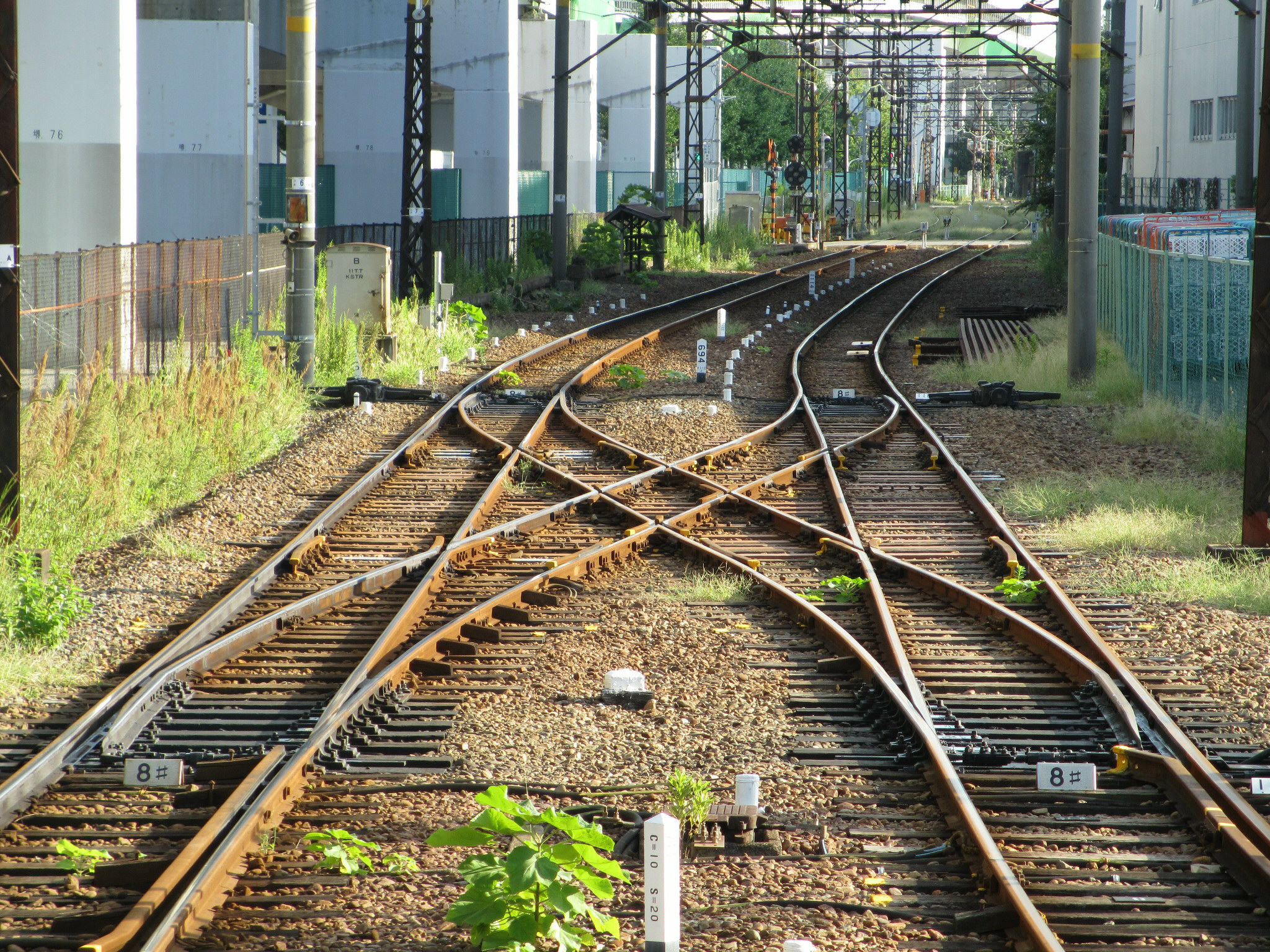
분기부
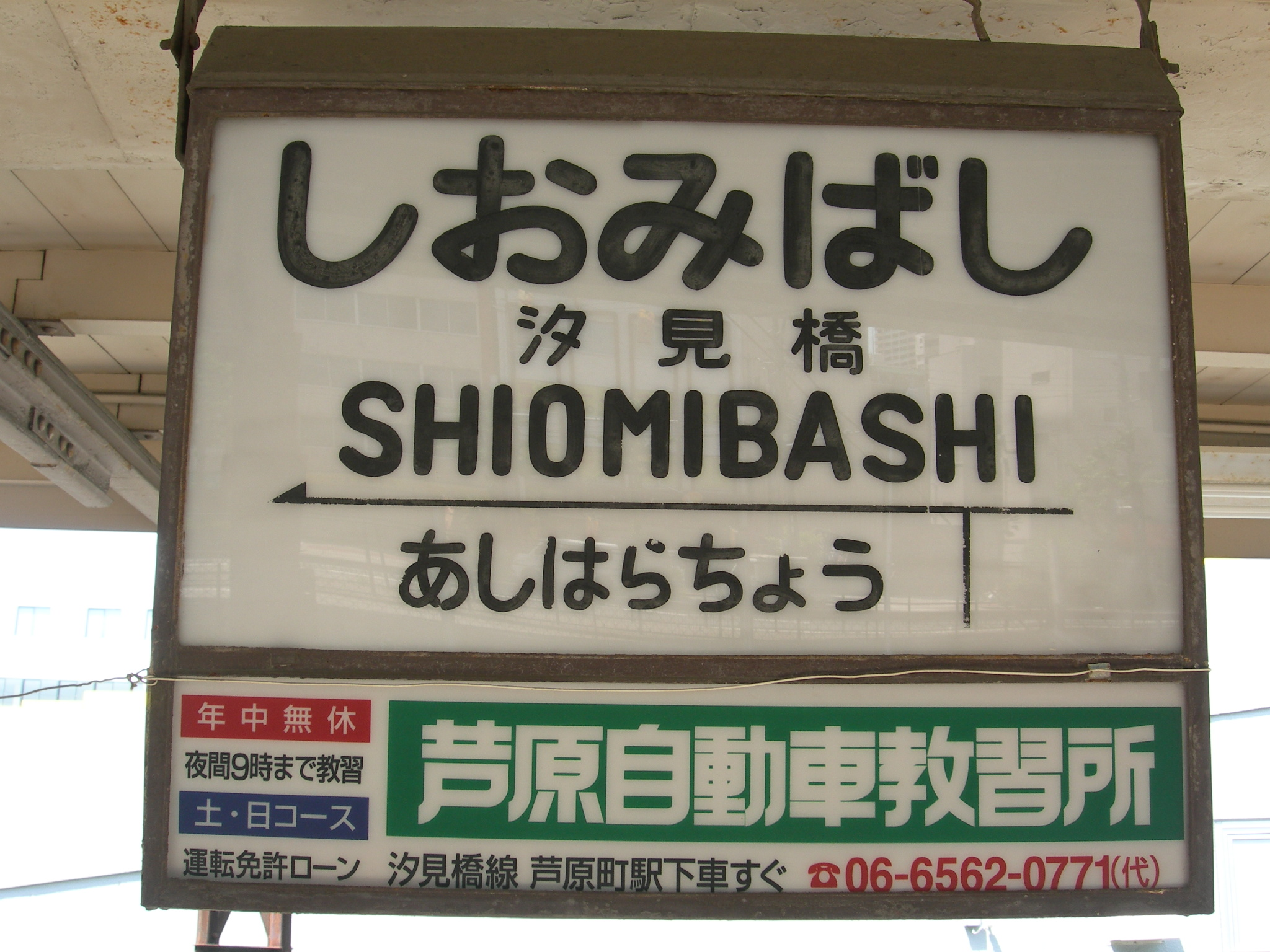
역명판

## 인접역
| 난카이 전기철도 고야 선(시오미바시 선) | 난카이 전기철도 고야 선(시오미바시 선) | 난카이 전기철도 고야 선(시오미바시 선)  |
| -------------------------------------- | -------------------------------------- | --------------------------------------- |
| 시·종착역                              |                                        | 아시하라초 NK06-4 기시노사토다마데 방면 |